# Alejandro Solalinde
José Alejandro Solalinde Guerra (Texcoco, Estado de México, México, 19 de marzo de 1945), más conocido como Alejandro Solalinde, es un activista y sacerdote católico mexicano defensor de los derechos humanos de los migrantes, coordinador de la Pastoral de Movilidad Humana Pacífico Sur del Episcopado Mexicano. Es también director del albergue Hermanos en el Camino, que proporciona asistencia humanitaria e integral, además de orientación a los migrantes de América Central y América del Sur, en su paso hacia los Estados Unidos. En el 2013, participó en la cinta La jaula de oro, del director español Diego Quemada-Díez.

## Biografía
Solalinde es hijo de Berta Guerra Muñoz y Juan Manuel Solalinde Lozano. En su juventud se afilió a los Caballeros de Colón, y al terminar sus estudios de secundaria tuvo la inquietud de pertenecer a la Compañía de Jesús, pero fue disuadido por sus superiores, por ser una congregación «demasiado progresista»[cita requerida], por lo que se incorporó al Instituto Preparatoriano de los padres Carmelitas de Guadalajara, donde cursó dos años de letras clásicas.
Por sus ideas fue expulsado de los Carmelitas, e ingresó al Instituto Superior de Estudios Eclesiásticos para cursar filosofía y teología, pero, al no estar conforme con la formación sacerdotal y faltando tres años para ordenarse, abandonó el seminario junto con otros quince seminaristas y formó un grupo, denominado Consejo Regional de Seminaristas. Fue finalmente ordenado presbítero por Arturo Vélez, obispo de Toluca.[cita requerida]
Alejandro Solalinde fue entrevistado el 19 de julio de 2018 en el Centro Cultural Dante, en Mérida, Yucatán, en el marco de la presentación de su libro «Revelaciones de un misionero: mi vida itinerante», indicando que éste plasma la lucha que ha tenido con la estructura de la mayor parte de la Iglesia que le cuesta trabajo cambiar, lo hace lentamente o que reprime los cambios, que no acepta su modo de vida. Además, en dicho libro opina que la Iglesia de hoy no es la que quiere Cristo porque Él quiso un movimiento con mujeres, pero ellas no están dentro de la Iglesia; de jóvenes, pero «sólo se tiene puro viejito». Del mismo modo subraya que los obispos y altos mandos de la Iglesia no deben ser príncipes, sino pobres, empáticos, solidarios con la gente de abajo, deben dejar su personaje privilegiado de estatus social número uno para convertirse en peregrinos que acompañan a la gente.

### Defensor de los migrantes
Anteriormente, Solalinde se ha dedicado a proteger a los migrantes indocumentados que han sufrido violaciones a sus derechos humanos, esto lo ha puesto en la mira de distintos grupos criminales que lucran con la integridad de las personas en negocios que giran en torno al tráfico de personas, armas e incluso, órganos.[cita requerida]
En febrero de 2007, fundó el albergue Hermanos en el camino, ubicado en Ixtepec, Oaxaca; éste tiene como propósito brindar un lugar seguro para migrantes, ahí se les ofrece alimento, ropa, posada y asistencia médica o psicológica, así como orientación jurídica.[cita requerida]
En 2023, el presidente Andrés Manuel López Obrador anunció la creación de un consejo en conjunto con el padre Solalinde para revisar la situación de los derechos humanos de los migrantes.

### Amenazas y exilio
Solalinde abandonó el país la primera semana de mayo de 2012, debido a una serie de amenazas que recibió por su labor humanitaria.
Después de un exilio forzoso de dos meses, regresó a Oaxaca, donde recomendó a los miembros del Partido Revolucionario Institucional hacer un acto de contrición por sus errores y abusos cometidos durante los 71 años que gobernaron el país, y al presidente Enrique Peña Nieto le pidió emprender el camino de la democracia.[cita requerida] En entrevista, Solalinde recomendó también a los priistas que no echen las campanas al vuelo por su cuestionado triunfo; culpó a Ulises Ruiz Ortiz de ser el gobernador que más lo ha golpeado, y reprobó la actuación del Instituto Federal Electoral y de los poderes fácticos que imponen candidatos.[cita requerida]

## Controversias
El martes 18 de diciembre de 2018, avaló una sátira del catolicismo, al utilizar una figura de un nacimiento, que presentaba al niño Dios disfrazado de Andrés Manuel López Obrador, al tiempo en que Solalinde acudía y observaba una pastorela de homosexuales en un teatro de la Zona Rosa, en el Distrito Federal acompañado de Martí Batres y otros eminentes miembros del partido Morena. Dicha conducta se consideraría una grave ofensa contra la fe católica, por lo que alcanzaría una pena de excomunión latae sententiae, además de que se ha iniciado la investigación para verificar la validez de su ordenación; toda vez que abandonó el seminario 3 años antes de concluirlo incluyendo sus declaraciones ofrecidas a la revista pornográfica Playboy en el año 2012, que le provocarían una suspensión en sus actividades eclesiásticas, así como la posible expulsión del clero, además de la pena de excomunión. Además en 2015 un grupo de padres de familia acusaron a Alejandro Solalinde de haber abusado sexualmente de por lo menos 12 menores migrantes en los últimos 2 años, aunque sin proporcionar evidencia.
En 2018 el entonces obispo de Veracruz, Luis Felipe Gallardo Martín del Campo, reveló que Solalinde tiene prohibido celebrar Misa en la diócesis de Veracruz "debido a sus constantes ataques a los obispos mexicanos".

## Reconocimientos
- Medalla Emilio Krieger 2011, que entrega la Asociación Nacional de Abogados Democráticos (ANAD).
- Premio Paz y Democracia, en la categoría Derechos Humanos.
- Premio Pagés Llergo de Democracia y Derechos Humanos
- Reconocimiento Corazón de León, otorgado por la Federación de Estudiantes Universitarios (FEU) de la Universidad de Guadalajara.
- Premio Nacional de Derechos Humanos, otorgado por el entonces presidente mexicano Enrique Peña Nieto el 10 de diciembre del 2012, en el marco del Día Internacional de los Derechos Humanos.
- Invitado en la película La jaula de oro, donde se refleja la violencia que viven los migrantes que intentan llegar indocumentados a los Estados Unidos y la labor del padre Solalinde y de su organización para defenderlos.
- Medalla Calasanz, el 28 de agosto de 2015, por parte de la Universidad Cristóbal Colón de Veracruz, de los Religiosos Escolapios. El padre Solalinde expresó que es el primer reconocimiento entregado por parte de la Iglesia Católica.
- Nominado al Premio Nobel de la Paz en el 2017.
- Premio Geuzenpenning 2019 Reconocimiento holandés para defensores de la democracia y los derechos humanos.